# Maršová-Rašov
Maršová - Rašov est un village de Slovaquie situé dans la région de Žilina.

## Histoire
Première mention écrite du village en 1400.

## Démographie

### Évolution de la population
| Année:               | 1994. | 2004.   | 2014. | 2024.    |
| -------------------- | ----- | ------- | ----- | -------- |
| Nombre de personnes: | 728   | 780     | 858   | 1066     |
| Différence:          |       | +7,14 % | +10 % | +24,24 % |

| Année:               | 2023. | 2024.   |
| -------------------- | ----- | ------- |
| Nombre de personnes: | 1064  | 1066    |
| Différence:          |       | +0,18 % |